# Население Судана

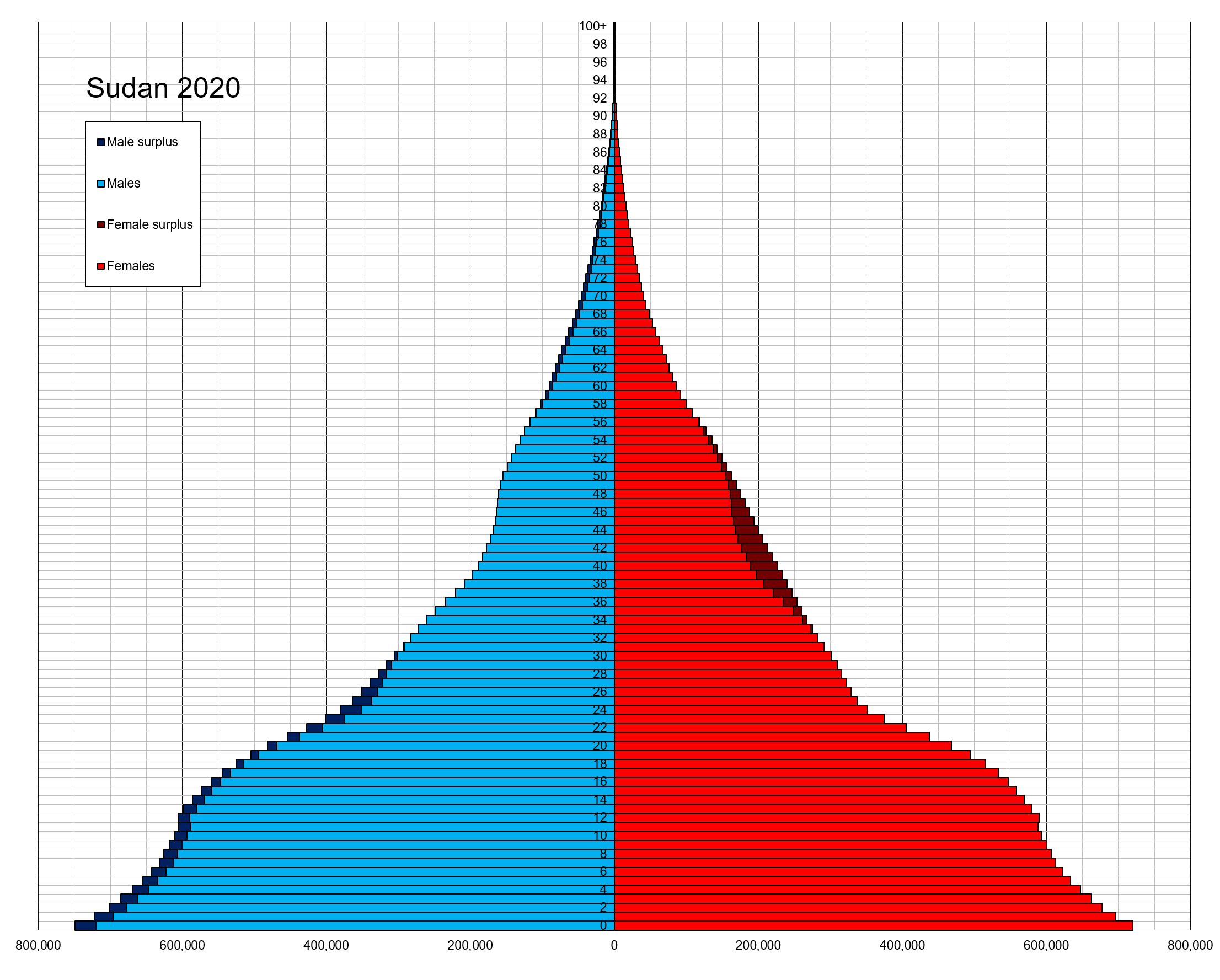
Возрастно-половая пирамида населения Судана на 2020 год

По переписи 1981, население Судана насчитывало 21 млн человек. Последняя перепись проводилась в 2008 году. По современным (2011) оценкам и с вычетом населения Южного Судана, население должно насчитывать 30,89 млн человек.
Постоянные передвижения народов, древняя и арабская работорговля, распад древних царств и династий, вызванный вторжением арабов и европейцев — породили население, сильно разнящееся этнически и лингвистически, и с весьма различными религиозными и культурными традициями.
Вместе с тем произвольно проведённые границы с соседними государствами разделяют такие народы, как нубийцы.
Отмечается быстрый рост населения метрополии Хартум (Хартум — Омдурман — Северный Хартум) — уже 6—7 млн человек, включая около 2 млн перемещённых лиц из районов войны на юге страны и сельскохозяйственных районов, поражённых засухой.
Для Судана характерно наличие двух различных культурных традиций — арабской и чёрной африканской. Внутри каждой из них существуют сотни этнических, племенных и языковых отличий, что крайне затрудняет эффективное сотрудничество между ними.
Северные провинции занимают бо́льшую часть Судана. Здесь же находится большинство городских центров страны. Большинство суданцев, проживающих здесь, — арабоязычные мусульмане (сунниты) различного этнического происхождения, при этом большинство из них также пользуется родным языком. Всех, кто говорит по-арабски, в Судане автоматически относят к арабам, большинство так называемых «суданских арабов» также принадлежит к негроидной расе, в значительной мере сохраняет племенные верования и языки, а арабской речью пользуется в основном для межэтнического общения и бюрократических нужд.
На юге, западе и востоке преобладают чернокожие народы негроидной расы. Большинство южан сохраняет местный традиционный анимизм и шаманизм, или принадлежит к различным христианским конфессиям. Для юга характерна сельская экономика, основанная на натуральном хозяйстве. Гражданская война арабов против народов Юга Судана, длившаяся более полувека, со времени обретения независимости (1956), имеет катастрофические экономические и демографические последствия и сопровождалась актами геноцида. Итогом войны и международных усилий стало образование независимого государства Южный Судан.
Судан имеет коренное коптское меньшинство, хотя многие копты в Судане происходят от более поздних египетских иммигрантов. Копты в Судане живут в основном в северных городах, в том числе в Эль-Обейде, Атбаре, Донголе, Хартуме, Омдурмане, Порт-Судане и Вад-Медани. Они насчитывают до 500 000 человек, или чуть более 1 процента населения Судана. Благодаря их продвинутому образованию, их роль в жизни страны была более значимой, чем их число. Время от времени они сталкивались с принудительным обращением в ислам, что приводило к их эмиграции и уменьшению численности.
Бо́льшая часть населения сосредоточена в долинах Нила и его притоков. Особенно велика плотность населения в основном хлопководческом районе страны — северной части междуречья Белого и Голубого Нила. Северные и северо-западные пустынные районы почти не заселены.
Города в основном размещены по берегам Нила и его притоков. Крупнейшие города — Хартум, Омдурман, Северный Хартум, Порт-Судан.